# Samesløjd
Samesløjd omfatter sløjd og husflid hos samerne, både som aktivitet og om de færdige produkter; men ordet bruges også om fremstillingen af samiske etnografika i sløjdundervisningen som en kulturteknik.
Samesløjd, duodji eller samiduodji, har som materielt udgangspunkt Lapland samt samernes hverv som nomader med renflokke. Materialerne er således skind, gevir og knogler fra rensdyr samt træ, bark og rødder fra lokale træer. Ja sågar fremstilling af tråde af renernes muskelfibre nævnes som materiale til tekstilsløjd. 
Et vigtigt kendetegn ved original samesløjd er imidlertid også en nedarvet kunstnerisk tradition for materialernes forarbejdning. Der er således mønstre, der er nedarvet i generationer, og som er specielt samiske, således at en typisk samekniv ikke kun har skæfte af naturmaterialer fra rensdyr og birketræ og -bark, men også en særlig samisk udsmykning.
Blandt samesløjdprodukterne kan nævnes sameknive, barkæsker, bægre, nålehuse — og i øvrigt alt, hvad samerne har haft brug for i deres hverdag. De produkter, der er lavet af birkebark, kaldes også barksløjd, näverslöjd.
Siden 1606 har der været samemarked i Jokkmokk i Nordsverige. Nu er det blevet en turistattraktion. Derfor kan nogle af de tilbudte produkter godt være af lavere kvalitet, fordi de er baseret på turister; men man kan selvfølgelig også finde produkter af god samisk kvalitet, og i vore dage koster de derefter; men anderledes kan det vel næppe være.